# Пахольчик Олена Іванівна
Олена Іванівна Пахольчик (2 листопада 1964, Майкаїн, Павлодарська область, Казахська РСР) — українська яхтсменка, триразова учасниця Олімпійських ігор (1992, 1996, 2000), дворазова бронзова призерка Олімпіади, багаторазова переможниця чемпіонатів світу та Європи з вітрильного спорту у класі «470» в екіпажі з Русланою Таран.

## Біографія
Народилася у Казахстані, куди її батьки переїхали з Білорусі у 50-ті роки підіймати цілину. Навчаючись у школі, захоплювалася багатьма видами спорту, зокрема лижами, стрільбою та баскетболом. На користь останнього й зробила свій вибір, вступивши до спортінтернату олімпійського резерву після повернення до Білорусі. Потім навчалася у мінському інституті фізичної культури, де також спеціалізувалася на баскетболі та навіть грала у дублюючому складі збірної республіки. Однак після завершення третього курсу Олені запропонували спробувати свої сили у вітрильному спорті і з баскетболом попрощалась. Як виявилося пізніше, це стало вирішальним моментом у спортивній кар'єрі. У 1987 році розпочала підготовку до Літніх Олімпійських ігор 1992 року у екіпажі з Ларисою Москаленко в класі «470». Барселонську Олімпіаду вітрильниці, як представниці України у складі Об'єднаної команди, завершили на четвертому місці, зупинившись лише за крок до здобуття медалей.
Після народження доньки не брала участі у змаганнях протягом двох років, допоки не отримала пропозицію тренуватися разом від Руслани Таран. Так колишні суперниці стали єдиним екіпажем, якому судилося досягти значних успіхів у майбутньому. Ролі у цьому дуеті розподілилися наступним чином: Таран була стерновою, а Пахольчик шкотовою, відповідаючи за контроль грота, стакселя та спінакера, а також за відкрінювання яхти на трапеції. Цікаво, що Олена могла й не представляти Україну на міжнародній арені, адже перед нею стояв нелегкий вибір між білоруською та українською збірними. Зрештою усе вирішилося на користь останньої.
До наступних Олімпійських ігор, що мали відбутися у Атланті, залишалося близько двох років, протягом яких Таран та Пахольчик двічі перемагали на чемпіонатах Європи у класі «470», та тріумфували на першості світу 1996 року, тоді як за рік до цього вони задовольнилися лише срібними нагородами. На Іграх 1996 їх небезпідставно вважали одними з фаворитів змагань, однак українкам вдалося підійнятися лише на третю сходинку п'єдесталу пошани, пропустивши вперед іспанських та японських спортсменок. У Атланті Таран та Пахольчик перемогли у двох перегонах (першому та восьмому).
Незважаючи на не досить прийнятний результат Олімпійських ігор, український дует вітрильниць продовжив свою світову гегемонію у класі «470» і надалі. З 1997 по 1999 рік вони тричі поспіль робили «золотий дубль», незмінно перемагаючи на головних змаганнях світу та континенту. Більше того, у 1997 році вони отримали титул «Найкращий яхтсмен року» Міжнародної вітрильної федерації.
На Олімпійських іграх 2000 у Сіднеї Таран та Пахольчик безумовно були головними претендентками на «золото», однак вдруге поспіль змушені були задовольнитися бронзовими нагородами. Перемігши лише у одному з 12 запливів, вони залишилися позаду австралійок і американок та отримали медалі найнижчого ґатунку.
Після завершення сіднейської Олімпіади вирішила тимчасово залишити спортивні виступи, аби приділити більше уваги сім'ї та вихованню доньки. Цей період тривав до 2006 року, коли Пахольчик та Таран розпочали підготовку до Олімпійських ігор 2008 року в Пекіні. Втім кваліфікуватися на головні змагання чотириріччя їм так і не вдалося і через напружену ситуацію всередині екіпажу спортсменки вирішили припинити співпрацю. Олена Пахольчик вирішила завершити активні виступи у вітрильному спорті та трохи згодом перейшла до функціонерської діяльності, обійнявши посаду головного спеціаліста Управління Олімпійського Руху НОК України. В рамках своєї роботи стала активним учасником різноманітних спортивних фестивалів, зустрічей з юними спортсменами та мешканцями дитячих будинків, а також заходів з популяризації спорту в Україні.

## Державні нагороди
- Орден «За заслуги» II ст. (21 серпня 1999) — за самовіддану працю, визначні особисті заслуги в державному будівництві, соціально-економічному, науково-технічному і культурному розвитку України та з нагоди 8-ї річниці незалежності України[6]
- Почесна відзнака Президента України (7 серпня 1996) — за видатні спортивні досягнення на XXVI літніх Олімпійських іграх в Атланті[7]
- Орден княгині Ольги III ст. (6 жовтня 2000) — за досягнення вагомих спортивних результатів на XXVII літніх Олімпійських іграх в Сіднеї[8]

## Сім'я
- Чоловік — Дмитро Цалік, заслужений тренер України з вітрильного спорту. Познайомилися на змаганнях у Сочі. Одружилися у 1990 році.
- Донька — Ганна (1993 р.н.)

## Цікаві факти
- За час спортивних виступів, представляючи колектив Збройних сил України, здобула військове звання лейтенанта[9][10].
- Після завершення активних виступів майже усе своє вітрильницьке спорядження подарувала молодим спортсменам.